# Dictyomyia navasina
Dictyomyia navasina är en tvåvingeart som beskrevs av Tavares 1919. Dictyomyia navasina ingår i släktet Dictyomyia och familjen gallmyggor.
Artens utbredningsområde är Spanien. Inga underarter finns listade i Catalogue of Life.